# Kökşetaw

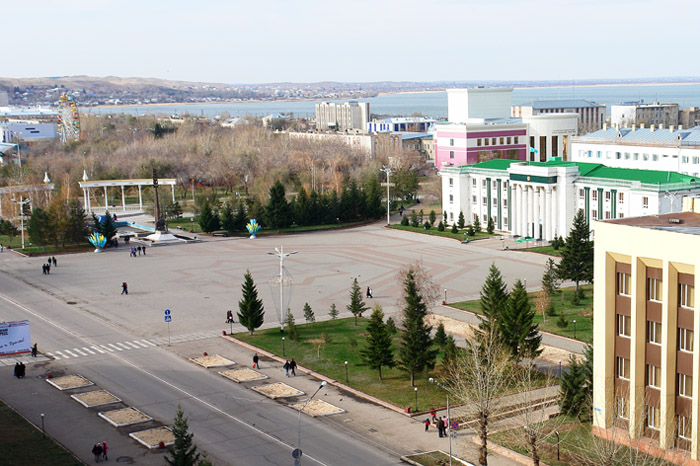

Kökşetaw (Kazachs: Көкшетау, Kókshetaý; Russisch Кокшетау, Koksjetau) is een - met district gelijkgestelde - stad in Kazachstan en tevens het administratieve centrum van de oblast Aqmola. De stad telde in 2009 147.295 inwoners, waarvan 51 % Kazachen, 33 % Russen en 4,6 % Oekraïners. De naam van de stad betekent letterlijk vertaald "luchtgekleurde berg".

## Geschiedenis
De stad Kökşetaw werd op 29 april 1824 gesticht. In 1944 werd ze regionale hoofdstad van de toen opgerichte oblast Koktsjetav (Russisch: Кокчетавская область, Koktsjetavskaja oblast); een functie die de stad in 1997 verloor omdat de oblast toen werd opgeheven en haar grondgebied verdeeld werd over de oblasten Noord-Kazachstan en Aqmola. Nadat in 1999 de stad Aqmola uit de oblast Aqmola werd verwijderd omdat ze als nieuwe Kazachse hoofdstad (Astana) werd benoemd en een aparte bestuurlijke status kreeg, werd de streek van Kökşetaw overgeheveld van de oblast Noord-Kazachstan naar de oblast Aqmola, om er het nieuwe bestuurlijke centrum van te worden.

## Infrastructuur
In de stad is de Staatsuniversiteit van Kökşetaw gevestigd.
In de nabijheid ligt een vliegveld, Luchthaven Kökshetaū, vanwaar op binnenlandse bestemmingen wordt gevlogen.
De stad ligt aan de spoorweg van Karaganda naar Petropavl, die van zuid naar noord verloopt, en aan de oost-west verbinding van  Qostanay naar Karasuk in Rusland. Daarom is het een belangrijk spoorwegknooppunt.
De A-1, die in de Kazachse hoofdstad begint, loopt door Kökşetaw. In de stad begint de A-13, die verbinding geeft met Omsk in Rusland.

## Economie

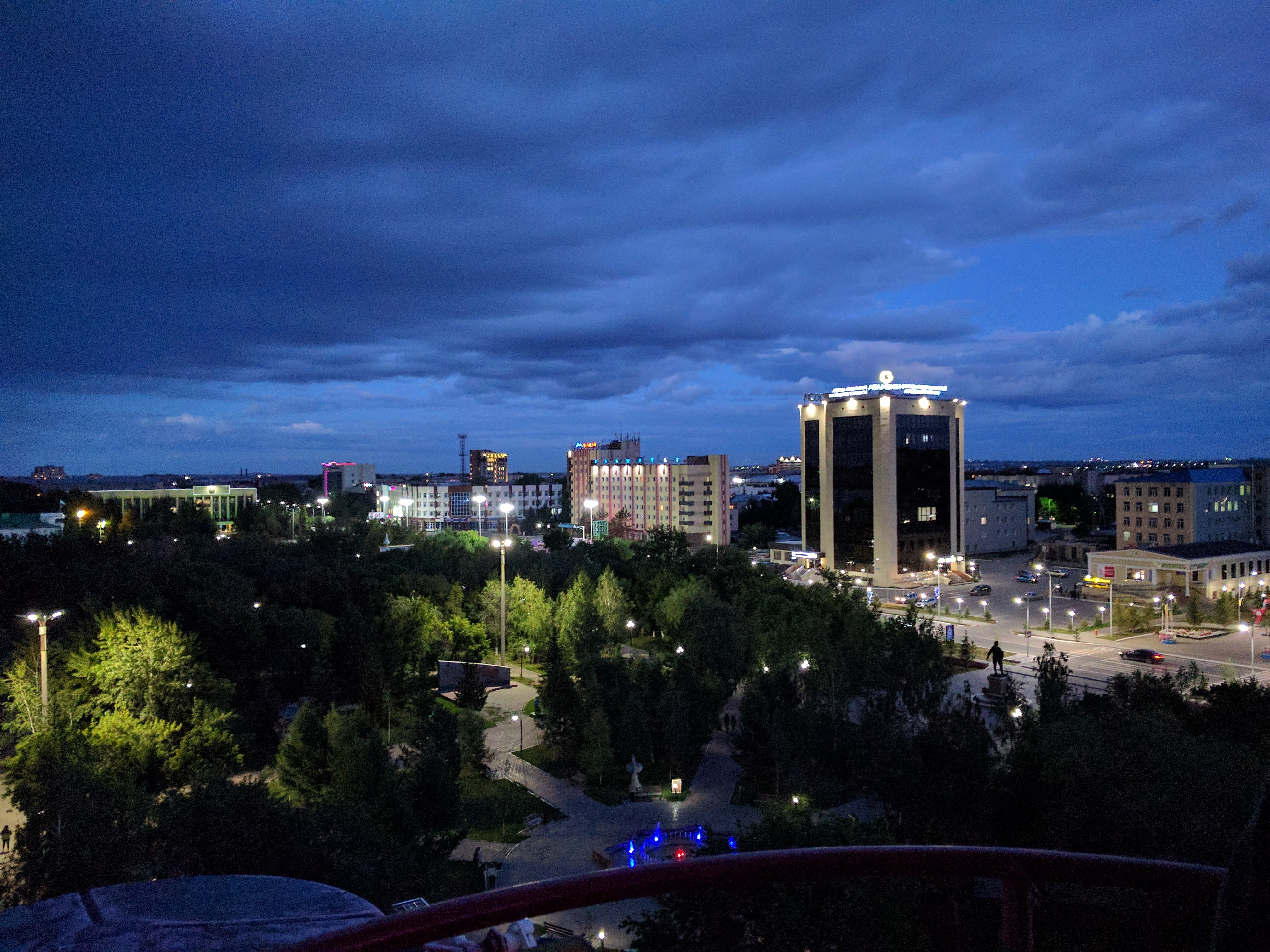
Uitzicht vanuit het reuzenrad in Kökşetaw

Het nabijgelegen Kökşetaw-gebergte is rijk aan mineralen. Er is onder andere een goudmijn in bedrijf. In Kökşetaw is de agrarische onderneming  Atameken-Agro gevestigd.
Kökşetaw is het eindpunt van een van de grootste hoogspanningsleidingen ter wereld, de 1150 kV leiding van Ekibastus naar Kökşetaw.
De omgeving van de stad is aantrekkelijk voor verdere ontwikkeling van toerisme, met nabijgelegen kuuroorden als Burabaj (Borovoje), Serenda en Stsjutsje. De bergachtige omgeving bij Burabaj, 90 km zuidoost van Kökşetaw, kreeg in het jaar 2000 de status van nationaal park. 

## Geboren
- Jevgenïy Gïdïç (1996), wielrenner